# Rudolf V. (Baden)

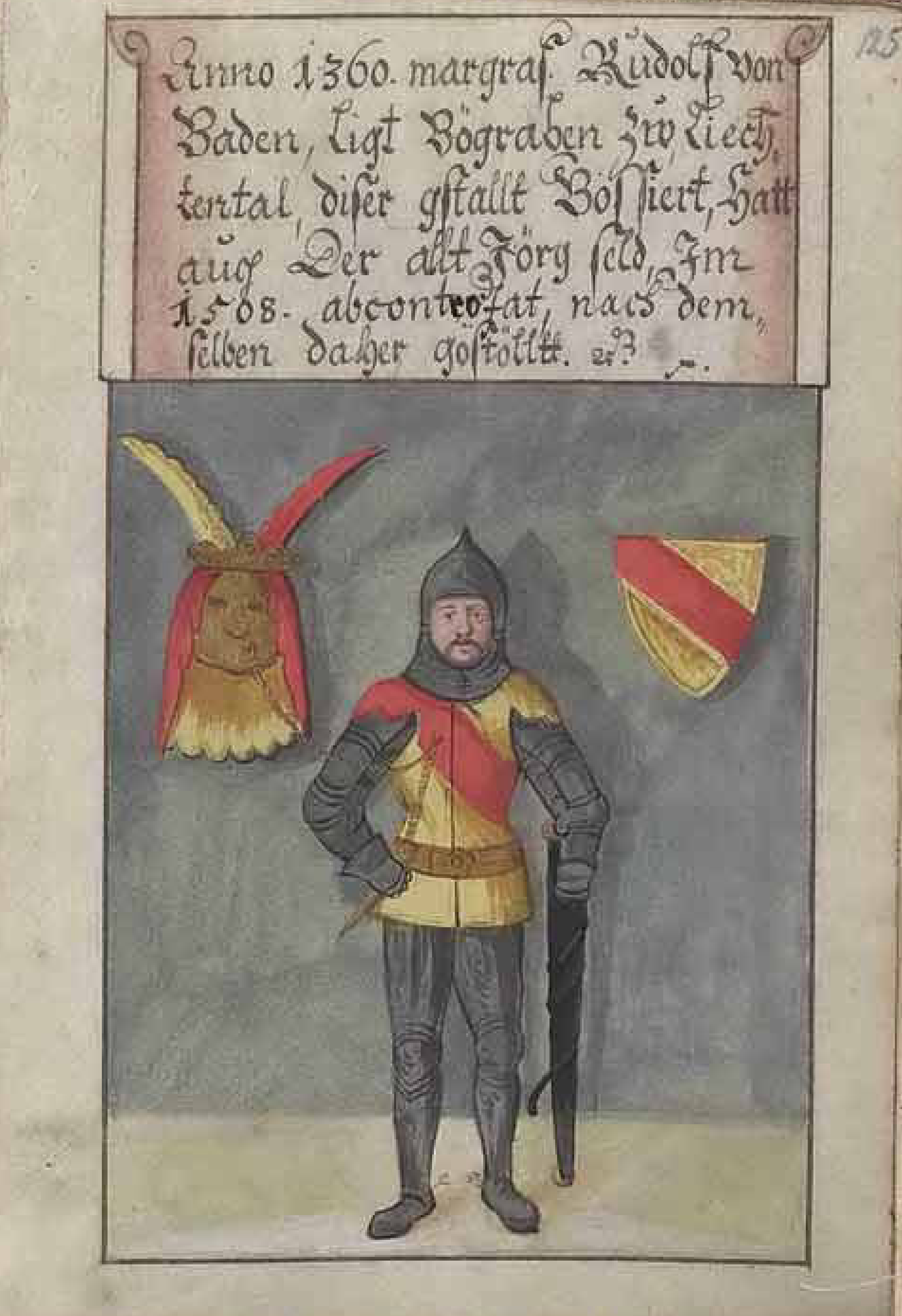
Markgraf Rudolf V. im Trachtenbuch des Matthäus Schwarz

Markgraf Rudolf V. von Baden auch der Wecker genannt (* unbekannt; † 28. August 1361) war von 1348 bis zu seinem Tod Markgraf der Markgrafschaft Baden zu Pforzheim.

## Leben
Er war der Sohn von Rudolf IV. von Baden († 25. Juni 1348) und Marie von Oettingen († 10. Juni 1369), der Tochter des Grafen Friedrich I. von Oettingen. 1348 übernahm er zusammen mit seinem Bruder Friedrich III. die Regierung. Er hatte seine Residenz vermutlich in Pforzheim. Wann und wie die Landesteilung mit seinem Bruder erfolgte, ist nicht belegt.
Auf Anweisung des späteren Kaisers Karl IV. übergab Rudolf 1351 dem Bischof von Straßburg Berthold von Buchegg die an das Haus Baden verpfändeten Städte Offenburg, Gengenbach und Zell am Harmersbach, sowie alles Reichsgut in der Ortenau. Da der Bischof nicht über die Mittel verfügte das Pfand auszulösen, verpfändete der Bischof dem Markgrafen seine Zollrechte in Straßburg. 1357 verlieh ihm der Kaiser noch einen Rheinzoll. Ebenfalls 1357 wurden Bewohner der elsässischen Städte Hagenbach und Seltz beschuldigt, Kaufleute zu überfallen. Der Kaiser befahl der Reichsstadt Straßburg, die Befestigungen der beiden beschuldigten Städte zu zerstören. Dies geschah auch, wodurch sich Markgraf Rudolf als Pfandinhaber dieser Städte geschädigt sah. Der Kaiser untersagte nun weitere Schädigungen des Markgrafen und auf seinen Befehl wurde 1359 die Stadt Selz auch wieder aufgebaut. Zudem erhält der Markgraf vom Kaiser weitere Zolleinnahmen als Entschädigung zugesagt.
Rudolf wurde im Kloster Lichtenthal beigesetzt.

## Ehe und Nachkommen
Rudolf war mit Adelheid verheiratet, einer Tochter seines Großonkels Rudolf Hesso und Schwester seiner Schwägerin Margareta. Die Ehe blieb kinderlos und sein Erbe wurde entsprechend einem 1356 abgeschlossenen Erbvertrag ein anderer Neffe, Rudolf VI., der damit die Markgrafschaft Baden wieder vereinigen konnte.
Adelheid heiratete 1369 in zweiter Ehe Walram IV. von Thierstein.